# Empis bistortae
Empis bistortae là một loài ruồi, trong họ Empididae. Loài này có ở Benelux, phía nam đến bán đảo Iberia và phía đông đến Ukraina. Nó không có mặt ở Ý và on bán đảo Balkan.

## Hình ảnh

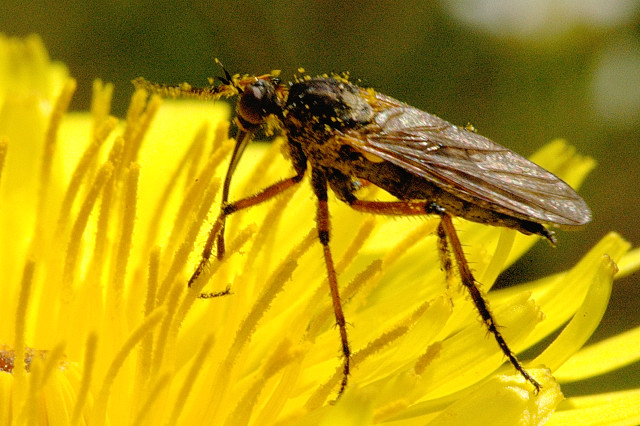
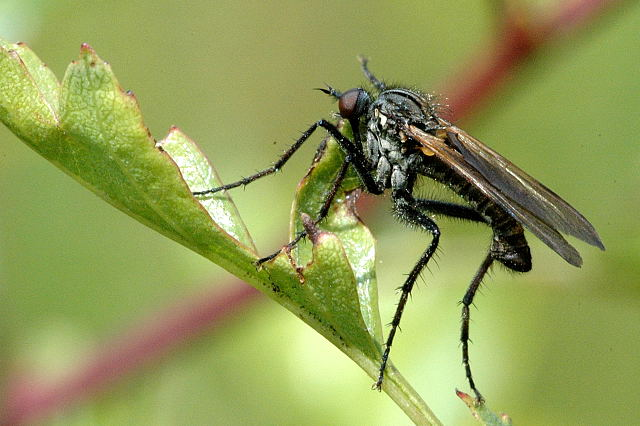
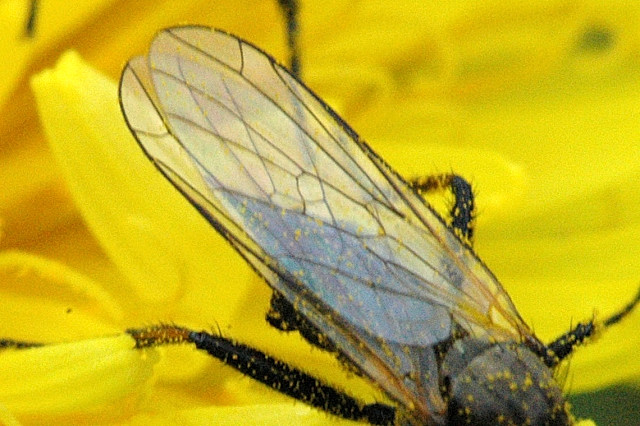